# Bouillotte

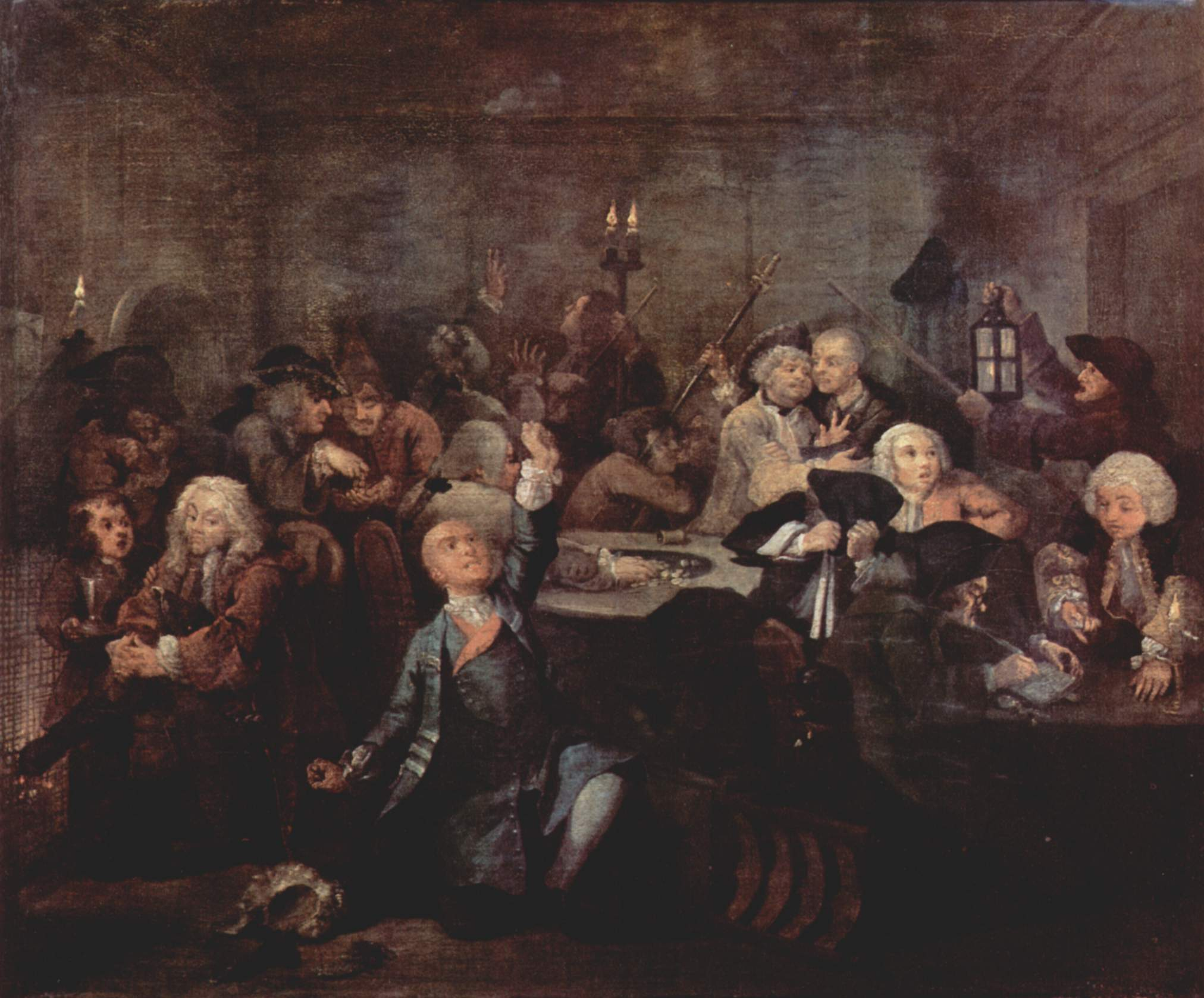
William Hogarth „Die Spielhölle“ aus A Rake’s Progress – Gemälde um 1735

Bouillotte, auch Brelan, ist ein historisches, französisches Karten-Glücksspiel, das in der Zeit der französischen Revolution und später wieder in den 1830er Jahren sehr beliebt war. Bouillotte ist so wie Brag und Poch als Vorläufer des Poker-Spiels anzusehen.

## Regeln
Bouillotte wird von drei bis fünf Personen mit einem Paket Piquet-Karten (32 Blatt französischer Spielkarten) gespielt. Bei fünf Spielern werden die Siebener, bei vier Spielern auch die Buben und bei drei Spielern des Weiteren die Damen entfernt.
Vor einem Spiel zahlt jeder Spieler eine Spielmarke (Counter, Chip) als Ante in den Pot. Der erste Spieler nach der Vorhand (Age) kann ebenso wie die weiteren Spieler den Pot erhöhen (raise). Diejenigen, welche nicht mitgehen (seeing the raise) wollen, müssen aussteigen.
Jeder Spieler erhält drei Karten, die folgende Karte – bei vier Spielern also die dreizehnte – wird Retourne genannt und offen aufgeschlagen.
Danach muss jeder Spieler entweder setzen (bet), mitgehen (call), erhöhen (raise) oder aussteigen (drop out ).
Ist die Wettrunde abgeschlossen, werden die Karten aufgedeckt und die höchste Hand gewinnt den Pot. Die Rangfolge der Hände lautet:
- Brelan carré: Vier Gleiche mit der Retourne als einer der vier Karten.
- Brelan simple: Drei Gleiche. Halten zwei Spieler drei gleiche Werte, so entscheidet der Rang, das Ass zählt als höchste Karte.
- Brelan favori: Drei Gleiche mit der Retourne als einer der drei Karten.

Hat kein Spieler ein Brelan, so werden die Hände gemäß ihren Augen (Pips) bewertet, dabei zählt das Ass elf Punkte, die Figurenkarten jeweils zehn Punkte.